# Ferruccio de Bortoli
Ferruccio de Bortoli (Milano, 20 maggio 1953) è un giornalista e saggista italiano.
È stato due volte direttore del Corriere della Sera, dal 1997 al 2003 e dal 2009 al 2015, nonché de Il Sole 24 Ore dal 2005 al 2009. Dal 2015 è presidente dell'Associazione Vidas di Milano e della casa editrice Longanesi. Editorialista del Corriere della Sera e del Corriere del Ticino, cura una rubrica nell'edizione serale di TG2000.

## Biografia
Di famiglia bellunese, si è laureato in Giurisprudenza alla Statale di Milano. La sua carriera giornalistica inizia nel 1973, quando viene assunto come praticante al Corriere dei ragazzi. Nel 1975 diventa giornalista professionista. Lavora successivamente per il Corriere d'Informazione (pomeridiano del Corriere), il Corriere della Sera e L'Europeo.
Nel 1986 è nominato caporedattore a Il Sole 24 Ore. L'anno seguente torna al Corriere della Sera come caporedattore dell'economia. Nel 1993 Paolo Mieli lo promuove vicedirettore e nel 1997 assume la guida del primo quotidiano italiano.

### Prima direzione delCorriere(1997-2003)
Nel 1998 de Bortoli si scontra con l'allora presidente del consiglio Massimo D'Alema, che chiede all'ordine dei giornalisti sanzioni disciplinari contro il direttore del Corriere e i giornalisti Francesco Verderami e Felice Saulino per diversi scritti sul progetto di unificazione e di "ulivizzazione" del sindacato. A seguito dell'assoluzione dell'ordine della Calabria per Verderami, anche de Bortoli esce indenne dal procedimento.
D'Alema aveva anche intentato causa civile per danni.
Nel 1999 de Bortoli è stato tra i primi giornalisti a pubblicare il proprio indirizzo di posta elettronica in calce a un articolo.
De Bortoli firma il giornale per sei anni intensi, caratterizzati tra l'altro dalle morti di due grandi vecchi del giornalismo italiano, Indro Montanelli e Tiziano Terzani, e dall'attentato mortale a Maria Grazia Cutuli, inviata in Afghanistan. Nel gennaio 2001 chiede e ottiene la testa del «nazista» Pio Filippani Ronconi e del responsabile delle pagine culturali, Armando Torno (che già aveva chiamato Filippani Ronconi a collaborare a Il Sole 24 Ore insieme a Ludovico Geymonat, Franco Fortini, Cesare Cases... senza alcun problema). Durante la direzione gestisce le notizie relative agli attentati dell'11 settembre 2001, si reca a New York per chiedere alla giornalista e scrittrice fiorentina Oriana Fallaci di tornare a scrivere articoli dopo undici anni di silenzio. Il 29 settembre 2001 esce sul Corriere l'articolo «La rabbia e l'orgoglio», a cui seguirà l'omonimo libro edito da Rizzoli.
De Bortoli lascia il quotidiano di via Solferino il 29 maggio 2003, ufficialmente per ragioni private; le dimissioni, però suscitarono scalpore.
Secondo Marco Travaglio e Peter Gomez le reali motivazioni delle sue dimissioni andrebbero ricercate nel sempre più conflittuale rapporto che lo avrebbe contrapposto a Silvio Berlusconi e ad alcuni suoi collaboratori, quali Cesare Previti e Niccolò Ghedini, e alla maggioranza di governo dell'epoca. Nell'autunno 2001, il cronista giudiziario Paolo Biondani aveva accusato dalle pagine del Corriere della Sera l'interesse di Forza Italia all'approvazione della legge sulle rogatorie internazionali, che avrebbe aiutato Cesare Previti nel processo SME. I rapporti tra via Solferino e la Casa delle Libertà peggiorarono dopo un lungo scambio epistolare tra de Bortoli, Ghedini e Previti. Altro punto di rottura fu la dura critica del direttore del Corsera sull'approvazione della legge Cirami ("onorevoli avvocaticchi") in un editoriale dal titolo "Sgradevoli sensazioni", che gli costò una querela da parte dei deputati Gaetano Pecorella e Niccolò Ghedini, legali del premier.
Secondo Il Foglio, l'uscita di scena di de Bortoli fu piuttosto dovuta alla morte di Gianni Agnelli e al prevalere, tra gli azionisti del Corriere, del presidente RCS Cesare Romiti quale titolare della nomina del direttore di via Solferino.

### Manager RCS e direttore deIl Sole 24 ORE(2003-2009)
Successivamente, de Bortoli assume l'incarico di amministratore delegato di RCS Libri, divisione di RCS MediaGroup. Torna al giornalismo con la direzione de Il Sole 24 Ore, dal 10 gennaio 2005. La sua nomina è fortemente voluta dal presidente di Confindustria, Luca Cordero di Montezemolo.
Durante la campagna elettorale 2006 è stato il moderatore del convegno biennale di Confindustria tenutosi a Vicenza ospitando i due candidati premier Romano Prodi e Silvio Berlusconi.

### Seconda direzione delCorriere(2009-2015)
Il 9 marzo 2009 ha rifiutato la proposta di diventare presidente della Rai, anche per non ritrovarsi inquadrato in quota centrosinistra nella lottizzazione dell'azienda di Viale Mazzini. Poco dopo, con la designazione da parte del consiglio d'amministrazione di RCS il 30 marzo 2009, rientra alla direzione del Corriere della Sera al posto nuovamente di Paolo Mieli (i due si erano già avvicendati in via Solferino nel maggio del 1997); si è reinsediato ufficialmente il 9 aprile 2009.
Il 31 luglio 2014 viene diffusa la notizia che a fine aprile 2015 il consiglio di amministrazione di RCS MediaGroup nominerà un nuovo direttore del Corriere. Il 30 aprile 2015 de Bortoli lascia il Corriere della Sera. Gli subentra il condirettore Luciano Fontana.

### Dopo la direzione delCorriere(2015)
Con la RCS MediaGroup de Bortoli sottoscrive un patto di non concorrenza della durata di un anno, valido solo per l'Italia. Dal 6 maggio 2015 de Bortoli è editorialista del quotidiano svizzero in lingua italiana Corriere del Ticino. Pochi giorni dopo viene nominato presidente della casa editrice Longanesi.
Nel febbraio 2016 riprende la collaborazione con il Corriere della Sera come editorialista.
Dal 24 marzo 2020 ha una rubrica chiamata "Tempo sospeso" nell'edizione serale di TG2000.

### Altri incarichi societari e associativi
Ferruccio de Bortoli è stato presidente della casa editrice Flammarion S.A. e vicepresidente dell'Associazione italiana editori.
È anche presidente della "Fondazione Pier Lombardo - Teatro Franco Parenti", della "Fondazione Memoriale della Shoah di Milano Onlus" e dell'Associazione Vidas di Milano. Dal 2020 è vicepresidente della Società Dante Alighieri.

## Premi e riconoscimenti
- Nel 2001 viene assegnato il Premio Granzotto
- Nel 2006 è insignito dell'Ambrogino d'oro.[22]
- Il 22 aprile 2012 al teatro "La Nuova Fenice" di Osimo è stato insignito del Premio Renato Benedetto Fabrizi in qualità di presidente della Fondazione Memoriale della Shoah.
- Il 3 giugno 2012 nell'auditorium Santa Caterina di Finale Ligure gli è stato consegnato il premio Inquieto dell'anno 2011.
- Nel 2014 ha vinto il "Premio Buone Notizie" consegnato a Caserta nel gennaio dello stesso anno.[23]
- Il 20 maggio 2015 ha ricevuto il "Premio Giano" consegnato a Milano da Confartigianato Imprese per l'impegno a sostegno delle piccole e medie imprese italiane[24].

## Opere
- L'informazione che cambia, intervista di Stefano Natoli, prefazione di Lorenzo Del Boca, Collana Interviste, Brescia, La Scuola, 2008, ISBN 978-88-350-2327-2.
- Consapevoli. Beati quelli che informeranno persone, Collana Fermenti n.216, San Paolo Edizioni, 2014, ISBN 978-88-21-59162-4.
- Papa Francesco-F. De Bortoli, "Faccio il prete, mi piace", Collana PasSaggi, Milano, Bompiani, 2014, ISBN 978-88-45-27735-1.
- Poteri forti (o quasi). Memorie di oltre quarant'anni di giornalismo, Collana I Fari, Milano, La Nave di Teseo, 2017, ISBN 978-88-93-44166-7.
- Poteri forti (o quasi). Memorie di oltre quarant'anni di giornalismo. Feltre, lettore Ezio Bianchi, Centro internazionale del Libro Parlato, 2017
- Ci salveremo. Appunti per una riscossa civica, Collana Saggi, Milano, Garzanti, 2019, ISBN 978-88-116-0862-2.
- F. De Bortoli-Salvatore Rossi, La ragione e il buonsenso. Conversazione patriottica sull'Italia, Collana Contemporanea, Bologna, Il Mulino, 2020, ISBN 978-88-152-8586-7.
- Le cose che non ci diciamo (fino in fondo), Collana Saggi, Milano, Garzanti, 2020, ISBN 978-88-118-1720-8.